# ピープス草稿

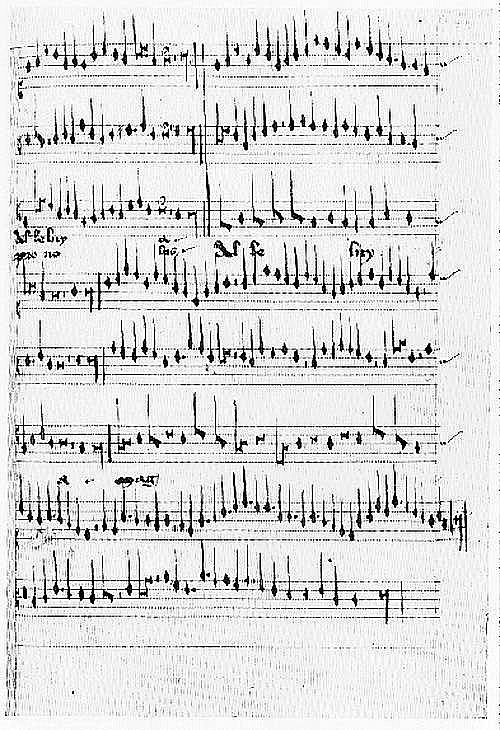
装飾の無さが際立つピープス草稿からの1ページ

ピープス草稿（ピープスそうこう、英: Pepys Manuscript）は、ピープス草稿1236番としてケンブリッジ大学モードリン・カレッジに所蔵されている15世紀後半におけるイングランドの合唱曲集である。リットソン草稿と並び、イートン合唱曲集、ランベス合唱曲集やキーズ合唱曲集よりも遥かに凝ったものではなく、より小規模で実力に劣る聖歌隊のために書かれたと思われるより短く簡単な楽曲が収録されている。この本は政治家で作家のサミュエル・ピープスが所有していたコレクションの一部であったことからその名がつけられた。彼はこの本には「エドワード4世の時代における修道士特有の音楽」が収録されていると説明しているが、それよりも1ないし2年早く始まっていたことが内部証拠により明らかになっている。この草稿はおそらく1465年に完成したと考えられていて、この年に勲爵士に叙せられたウィリアム・ホートの作品であるとされる。